# Protracheoniscus saxonicus
Protracheoniscus saxonicus är en kräftdjursart som beskrevs av Karl Wilhelm Verhoeff1927. Protracheoniscus saxonicus ingår i släktet Protracheoniscus och familjen Trachelipodidae.

## Underarter
Arten delas in i följande underarter:
- P. s. saxonicus
- P. s. slovakius
- P. s. carpathicus